# Kalliosaari (ö i Lappland, Rovaniemi, lat 66,57, long 26,03)
Kalliosaari är en ö i Finland. Den ligger i sjön Olkkajärvi och Matkalampi och i kommunen Rovaniemi i den ekonomiska regionen  Rovaniemi ekonomiska region  och landskapet Lappland, i den norra delen av landet, 700 km norr om huvudstaden Helsingfors. Öns area är 0,2 hektar och dess största längd är 80 meter i öst-västlig riktning.